# Espada Selvagem de Conan
A Espada Selvagem de Conan foi uma revista em quadrinhos para adultos mensal da Editora Abril, que narrava as aventuras do personagem Conan. Lançada em 1984 e publicada até 2001 (205 números), a edição brasileira era uma versão da revista americana Savage Sword of Conan surgida em 1974 no formato "magazine e em preto e branco. 
Como uma "magazine", Savage Sword of Conan não teve que se adequar ao Comics Code Authority,

A revista brasileira tinha 68 páginas e além das aventuras do Cimério, trazia algumas histórias curtas de outros personagens do seu universo ou igualmente criados por Robert E. Howard: Kull, Salomão Kane, Valéria, Bront, Bran Mark Morn e outros. As edições originais passaram a ser republicadas em 1991 (57 edições) e houve também treze revistas coloridas.